# Стрелкова, Наталья Николаевна
Наталья Николаевна Стрелкова (1961 год, СССР) — фигуристка из СССР, серебряный призёр чемпионатов СССР 1976, 1979 и 1980 годов, в женском одиночном катании. Мастер спорта СССР международного класса. Представляла ДСО "Буревестник" (Ленинград).
В 1976 году Наталья Стрелкова заняла первое место на Всесоюзном первенстве по фигурному катанию на коньках среди юношей и девушек. Победительница (1977 год) и серебряный призёр (1979 год) турнира на призы газеты «Нувель де Моску».

## Спортивные достижения
| Соревнования/Сезоны  | 1976 | 1977 | 1978 | 1979 | 1980 | 1981 | 1982 |
| -------------------- | ---- | ---- | ---- | ---- | ---- | ---- | ---- |
| Чемпионаты мира      |      |      | 15   | 13   |      |      |      |
| Чемпионаты Европы    |      |      | 9    | 17   |      |      |      |
| Чемпионаты СССР      | 2    |      |      | 2    | 2    | 4    | 5    |
| «Московские новости» | 5    | 1    | 4    | 2    |      |      |      |